# غراند بريكس الاتحاد الدولي للشطرنج
غراند بريكس الاتحاد الدولي للشطرنج هي سلسلة من البطولات في لعبة الشطرنج، والتي يُنظّمها الاتحاد الدولي للشطرنج كلّ عامين بالتعاون مع شركة أغون. تضم سلسلة منافسات غراند بريكس الاتحاد الدولي للشطرنج من ثلاث إلى ست بطولات شطرنج، والتي تشكل جزءًا من دورة التأهيل لبطولة العالم للشطرنج أو بطولة العالم في الشطرنج للسيدات.

## التاريخ
أُقيمت بطولات غراند بريكس الاتحاد الدولي للشطرنج لأوّل مرة في عام 2008، وهي المنافسات التي شهدت انسحاب ماغنوس كارلسن ومايكل أدامز من منافسات الجائزة الكبرى الأولى بسبب انصرافهما للعب في بطولة العالم للشطرنج. كانت منافسات الجائزة الكبرى تتكون من ست بطولات في أول عامين لمنافسات غراند بريكس الاتحاد الدولي للشطرنج، وفي نسخة عام 2014-2015 أنقصت لتصبح أربع بطولات فقط. واجهت بطولات غراند بريكس الاتحاد الدولي للشطرنج صعوبات في العثور على الرعاة، واضطر الاتحاد الدولي للشطرنج إلى تغيير المدن المضيفة المعلنة للبطولات أكثر من مرة، والتي بلغ عددها ثمان مدن من بين من 16 مدينة استضافت البطولة حتى الآن.
تأخر الإعلان عن نسخة عام 2014-2015 من البطولات كما أعلن عن تقليلها إلى أربعة بطولات فقط بدلاً من ست بطولات، ممّا أدى إلى خفض الجوائز المقررة لكل بطولة إلى حوالي ثلث المبالغ السابقة، كما تم إلغاء الجوائز المالية التي تمنح للنتائج الإجمالية الأفضل، والتي كانت موجودة في الإصدارات السابقة من المنافسات. شهد هذا العام، بسبب الجوائز المالية الصغيرة والتخبط التنظيمي غير المبرر، إحجام أربعة من أفضل عشرة لاعبي شطرنج في العالم عن المشاركة في المنافسات، وهم كارلسن، وأناند، وتوبالوف، وأرونيان.
يتأهل الفائزون في بطولات غراند بريكس الاتحاد الدولي للشطرنج إلى دورة للمرشحين، بينما يتأهل الفائز في دورة السيدات مباشرة لمباراة البطولة. استحوذت اللاعبة الصينية هو ييفان على لقب النسخة النسائية من البطولة على الرغم من انسحابها من سلسلة منافسات عام 2015-16.
عدّل الاتحاد الدولي للشطرنج قواعد تنظيم منافسات غراند بريكس الاتحاد الدولي للشطرنج في عام 2017 فجعل عدد اللاعبين المشاركين 24 لاعباً في الدورة الواحدة. كانت المنافسات تتألف من أربعة دورات بحيث تضم كل منها 18 لاعباً يتنافسون مع بعضهم البعض بطريقة الدوري في تسع جولات.
أُعلن عن موعد أولى منافسات غراند بريكس الاتحاد الدولي للشطرنج لعام 2017 في الفترة من 12 وحتى 23 أكتوبر من عام 2016، وأعلن عن موعد ثاني المنافسات في الفترة من 10 إلى 21 فبراير من عام 2017، وأعلن عن ثالث المنافسات في الفترة من 11 إلى 22 مايو من عام 2017، وأعلن عن رابع المنافسات في الفترة من 5 إلى 16 يوليو من عام 2017. ثم أعلن الرئيس التنفيذي لشركة أغون إليا ميرنزون في 26 مايو 2016 عن تأجيل سباق الجائزة الكبرى حتى عام 2017 بسبب تأخر الإعلان عن الملاعب التي ستستضيف المنافسات.
عدّل الاتحاد الدولي للشطرنج قواعد تنظيم منافسات غراند بريكس الاتحاد الدولي للشطرنج مرّة أخرى في عام 2019 ليصبح عدد اللاعبين المشاركين في سلسلة البطولات 21 لاعباً يتنافس منهم 16 لاعباً في كل بطولة بطريقة خروج الخاسر، ويتم اختيار اللاعبين المشاركين في البطولة بحيث يتأهل 20 لاعباً بحسب التصنيف ويقوم المنظمين بدعوة لاعبين آخرين من خارج التصنيف. أقيمت منافسات الجائزة الكبرى في عام 2019 في مدن موسكو وريغا وهامبورغ والقدس.

## النتائج

### المسابقات المفتوحة
تحوي المربعات الخضراء أسماء اللاعبين الذيت تأهلوا إلى دورة المرشحين
| السنة | المراحل | مبلغ الجائزة المالية | الفائز بالبطولة    | وصيف البطولة       | الحاصل على المركز الثالث بالبطولة | التنظيم                                                                            |
| ----- | ------- | -------------------- | ------------------ | ------------------ | --------------------------------- | ---------------------------------------------------------------------------------- |
| 2008  | 6       | €1,272,000           | ليفون أرونيان      | تيمور رجبوف        | ألكسندر جريشوك                    | 21 لاعبا يلعب كل منهم 4 جولات من 6 بحيث يكون هناك 14 لاعبا في الجولة الواحدة       |
| 2012  | 6       | €1,440,000           | فيسيلين توبالوف    | شاخريار ماميدياروف | فابيانو كاروانا                   | 18 لاعبًا يلعب كل منهم 4 من 6 جولات بحيث يكون هناك 12 لاعبًا في الجولة الواحدة       |
| 2014  | 4       | €480,000             | فابيانو كاروانا    | هيكارو ناكامورا    | دميتري جاكوفينكو                  | 16 لاعبًا يلعب كل منهم 3 من 4 جولات بحيث يلعب 12 لاعبًا في جولة روبن واحدة           |
| 2017  | 4       | €520,000             | شاخريار ماميدياروف | ألكسندر جريشوك     | تيمور راجبوف                      | 24 لاعبًا يلعب كل منهم 3 من 4 جولات دورات سويسرية بحيث تضم الدورة الواحدة 18 لاعباً  |
| 2019  | 4       | €800,000             | ألكسندر جريشوك     | إيان نيبومنياشتشي  | ماكسيم فاشير-لاغراف               | 21 لاعباً ، يلعب كل منهم 3 من 4 دورات خروج المغلوب بحيث تضم الدورة الواحدة 16 لاعباً |
| 2022  | 3       |                      |                    |                    |                                   | 24 لاعبًا يلعب كل منهم 2 من 3 دورات هجين بحيث تضم كل دورة 16 لاعبًا                  |

### مسابقات السيدات
تقاسمت المرشحتان الأفضل في التصنيف هو ييفان وكونيرو هامبي المركزين الأول والثاني في الترتيب العام في الإصدارات الثلاثة الأولى من البطولات.
المبعات الزرقاء تحوي أسماء اللاعبات المتأهلات لبطولة العالم للسيدات.
المبعات الخضراء تحوي أسماء اللاعبات المتأهلات لدورة المرشحين.
| السنة   | المراحل | مبلغ الجائزة المالية | الفائزة بالبطولة      | وصيفة البطولة | الحاصلة على المركز الثالث بالبطولة |
| ------- | ------- | -------------------- | --------------------- | ------------- | ---------------------------------- |
| 2009–11 | 6       | €300,000             | هو يفان               | كونيرو هامبي  | نانا دزاجنيدزه                     |
| 2011–12 | 6       | €300,000             | هو يفان               | كونيرو هامبي  | آنا موزيتشوك                       |
| 2013–14 | 6       | €450,000             | هو يفان               | كونيرو هامبي  | جو ونجون                           |
| 2015–16 | 5       | €390,000             | جو وينغون             | كونيرو هامبي  | فالنتينا جونينا                    |
| 2019–20 | 4       | €500,000             | ألكساندرا جورياتشكينا | كونيرو هامبي  | كاترينا لاغنو                      |